# クーサール
クーサール（プロジェクト・クーサール）とは、現在進められているイランの新型中距離弾道ミサイルもしくは新型大陸間弾道ミサイル計画である。

## 概要
2006年9月13日のジェーン・ディフェンス・ウィークリーの記事によれば、シャハブシリーズとは別の系統のミサイルで、射程は4000～5000kmだとされる。これはヨーロッパの多くを射程に収める。
2000年に発表されたイスラエルの記事によると、CIAの報告では2010年までには射程4000～5000kmのミサイルの開発が完了するとしている。
いくつかのソースによると、開発している疑惑がかけられているシャハブ6のもう一つの名前であるかもしれないとのことである。